# Вила Париђини (Сијена)
Вила Париђини је насеље у Италији у округу Сијена, региону Тоскана.
Према процени из 2011. у насељу је живело 49 становника. Насеље се налази на надморској висини од 326 м.